# Marco Antonio Mandruzzato
Marco Antonio Mandruzzato, född 16 maj 1923, död 31 oktober 1969, var en italiensk fäktare.
Mandruzzato blev olympisk silvermedaljör i värja vid sommarspelen 1948 i London.